# 火狩りの王
『火狩りの王』（ひかりのおう）は、日向理恵子による日本の小説シリーズ。2018年から2021年までほるぷ出版より刊行された。
「火」をテーマとし、人類最終戦争後の世界が舞台となる長編ファンタジー作品として描かれる。

## 登場人物
声の項はテレビアニメ版における声優。
灯子（とうこ）
声 - 久野美咲
煌四（こうし）
声 - 石毛翔弥
綺羅（きら）
声 - 早見沙織
緋名子（ひなこ）
声 - 山口愛
クン
声 - 國立幸
照三（しょうぞう）
声 - 小林千晃
火穂（かほ）
声 - 小市眞琴
油百七（ゆおしち）
声 - 三宅健太
火華（ひばな）
声 - 名塚佳織
ほたる
声 - 宮本侑芽
紅緒（べにお）
声 - 原優子
焚三（たきみ）
声 - 宮野真守

### 火狩り
明楽（あきら）
声 - 坂本真綾
炉六（ろろく）
声 - 細谷佳正
灰十（はいじゅう）
かなた

### 神族
ひばり
声 - 石田彰
耿八
瑠璃茉莉（るりまつり）
手揺姫（たゆらひめ）
揺るる火 / 千年彗星

## 用語
火狩り（ひかり）
三日月形の鎌を持ち、黒い森にすむ炎魔や落獣を狩ることを生業とする者。狩り犬と呼ばれる犬を連れている。
神族
世界を統治する長命な種族。火・水・木・風・土の自然を操る異能を持つ者がいる。旧世界の技術も併せ持つ。
蜘蛛
元来神族の一員でありながら森に潜み首都の統治の転覆を狙う者たち。

## 既刊一覧
- ほるぷ出版オリジナルハードカバー版
  - 〈一〉春ノ火 2018年12月17日発売、ISBN 978-4-59-310022-4
  - 〈ニ〉影ノ火 2019年5月29日発売、ISBN 978-4-59-310073-6
  - 〈三〉牙ノ火 2019年11月12日発売、ISBN 978-4-59-310074-3
  - 〈四〉星ノ火 2020年9月3日発売[注 1]、ISBN 978-4-59-310206-8
  - 〈外伝〉野ノ日々 2021年12月21日発売、ISBN 978-4-59-310207-5
- 静山社ペガサス文庫版
  - 春ノ火〈1 - 上〉2022年11月22日発売、ISBN 9784863897304
  - 春ノ火〈1 - 下〉2022年11月22日発売、ISBN 9784863897311
  - 影ノ火〈2 - 上〉2023年1月26日発売、ISBN 9784863897328
  - 影ノ火〈2 - 下〉2023年1月26日発売、ISBN 9784863897335
  - 牙ノ火〈3 - 上〉2023年4月18日発売、ISBN 9784863897342
  - 牙ノ火〈3 - 下〉2023年4月18日発売、ISBN 9784863897359
  - 星ノ火〈4 - 上〉2023年6月20日発売、ISBN 9784863897366
  - 星ノ火〈4 - 下〉2023年6月20日発売、ISBN 9784863897373
  - 野ノ日々〈外伝〉2023年9月5日発売、ISBN 9784863898271
- 角川文庫版
  - 〈一〉春ノ火 2022年11月22日発売、ISBN 9784041128886
  - 〈ニ〉影ノ火 2022年12月22日発売、ISBN 9784041128893
  - 〈三〉牙ノ火 2023年1月24日発売、ISBN 9784041128909
  - 〈四〉星ノ火 2023年2月24日発売、ISBN 9784041128916
  - 〈外伝〉野ノ日々 2023年3月22日発売、ISBN 9784041128923

## テレビアニメ
WOWOWオリジナルアニメとして、2023年1月14日より毎週土曜22時30分から、WOWOWプライムおよびWOWOWオンデマンドにて放送・配信中。語り（ナレーション）は榊原良子。
第2期は第1期の最終回放送後に制作が発表され、2024年1月14日より毎週日曜23時からWOWOWプライムおよびWOWOWオンデマンドにて放送・配信されている。

### スタッフ
- 原作 - 日向理恵子[8]
- キャラクター原案 - 山田章博[8]
- 監督 - 西村純二[8]
- 監督助手 - 菅野幸子[4]
- 構成・脚本 - 押井守[8]
- キャラクターデザイン - 齋藤卓也[8]
- エフェクト作画監督 - 小澤和則[4]
- イメージイラスト・プロップデザイン - 岩畑剛一[4]
- 美術設定 - 中島美佳[4]
- メカニックデザイン - 神菊薫[4]
- クリーチャーデザイン - 松原朋広[4]
- 美術監督 - 小倉宏昌[4]（第1期）、李書九（第2期）
- 色彩設計 - 渡辺陽子[4]
- CG監督 - 西牟田祐禎[4]
- 撮影監督 - 荒井栄児[4]
- 編集 - 植松淳一[4]
- 音楽 - 川井憲次[8]
- 音響監督 - 若林和弘[8]
- 音楽プロデューサー - 福田正夫、石川吉元、菊池毅（第1期）、伊藤岳央（第1期）、書川政樹（第2期）
- 音楽制作 - フライングドッグ[4]
- プロデューサー - 片桐大輔
- アニメーションプロデューサー - 寺川英和、戸田剛史
- アニメーション制作 - シグナル・エムディ[8]
- 製作・著作 - WOWOW

### 主題歌
「嘘つき」
家入レオによる第1期オープニングテーマ。作詞は家入と石崎光、作曲・編曲は石崎光。
「まだ遠くにいる」
坂本真綾による第1期エンディングテーマ。作詞は坂本、作曲は姉田ウ夢ヤ・堀下さゆり、編曲は姉田ウ夢ヤ。
「飛花落花（ひからっか）」
Coccoによる第2期オープニングテーマ。編曲・作曲はCocco・根岸孝旨、作詞はCocco。
「抱きしめて」
坂本真綾による第2期エンディングテーマ。作詞・作曲は大江千里、編曲は河野伸。

### 各話リスト
| 話数   | サブタイトル | 絵コンテ | 演出     | 作画監督                                                                | 総作画監督        | 初放送日       |
| ------ | ------------ | -------- | -------- | ----------------------------------------------------------------------- | ----------------- | -------------- |
| 第1話  | 旅立ち       | 西村純二 | 西村純二 | 池原百合子 中山和子                                                     | 齋藤卓也          | 2023年 1月14日 |
| 第2話  | 三人の花嫁   | 西村純二 | 貞光紳也 | 中山和子 池原百合子 宇津木勇                                            | 黄瀬和哉 海谷敏久 | 1月21日        |
| 第3話  | 世界のかけら | 西村純二 | 孫承希   | 細田沙織 蘇詩宜 斉藤和也 中山和子 池原百合子 近藤健司 糸島雅彦 吉田大洋 | 齋藤卓也 海谷敏久 | 1月28日        |
| 第4話  | 揺るる火     | 西村純二 | 久慈悟郎 | 中山和子 池原百合子 小牧容子 近藤健司                                   | 海谷敏久          | 2月4日         |
| 第5話  | 蜘蛛の子     | 西村純二 | 貞光紳也 | 柳昇希 姜美愛 金慶鎬 李官雨                                             | 黄瀬和哉 齋藤卓也 | 2月11日        |
| 第6話  | 首都         | 西村純二 | 貞光紳也 | スタジオマスケット                                                      | 海谷敏久 黄瀬和哉 | 2月18日        |
| 第7話  | 邂逅         | 西村純二 | 孫承希   | 柳昇希 金慶鎬 李官雨 姜美愛 朴在石                                      | 黄瀬和哉          | 2月25日        |
| 第8話  | 神々の庭     | 西村純二 | 菅野幸子 | 中山和子 宇津木勇 池原百合子                                            | 齋藤卓也 海谷敏久 | 3月4日         |
| 第9話  | 雷撃砲       | 西村純二 | 長澤剛   | 柳昇希 金慶鎬 李官雨 朴在石                                             | 海谷敏久          | 3月11日        |
| 第10話 | 異形の子ら   | 西村純二 | 貞光紳也 | 中山和子 嶋田聡史 張金浩 趙珉 徐學文                                    | 黄瀬和哉          | 3月18日        |
| 第11話 | 月の鎌       |          |          |                                                                         |                   | 2024年 1月14日 |
| 第12話 | 雷轟         |          |          |                                                                         |                   | 1月21日        |
| 第13話 | 巨木         |          |          |                                                                         |                   | 1月28日        |